# Arrondissement Lunéville
Lunéville is een arrondissement van het Franse departement Meurthe-et-Moselle in de regio Grand Est. De onderprefectuur is Lunéville.

## Kantons
Het arrondissement was samengesteld uit de volgende kantons:
- Kanton Arracourt
- Kanton Baccarat
- Kanton Badonviller
- Kanton Bayon
- Kanton Blâmont
- Kanton Cirey-sur-Vezouze
- Kanton Gerbéviller
- Kanton Lunéville-Nord
- Kanton Lunéville-Sud

Door herindeling van de kantons vanaf 2015 is dit gewijzigd in :
- Baccarat
- Lunéville-1 (deels)
- Lunéville-2 (deels)